# Јован Бошковић
Јован Бошковић (Нови Сад, 19. фебруар/3. март 1834 — Београд, 25. децембар/6. јануар 1893) био је српски професор, филолог и политичар.

## Биографија

### Порекло
Отац Стеван, чизмар пореклом из Великог Бечкерека, и мајка Марија. Наводно потиче од породичне лозе знаменитог Симеона Зорића, Србина руског генерала, омиљеног "фаворита" руске царице Катарине II.

### Образовање
Првих шест разреда гимназије похађао је у Новом Саду (до 1850), да би школовање наставио на северу Угарске (данашња Словачка), у Модри (1850/51) и Пожуну, где је 1852. године и матурирао. Током словачких година упознао је Људевита Штура, с којим ће бити пријатељ цео живот. Право је студирао у Бечу. Говорио је више језика: словачки, чешки, мађарски, немачки, старогрчки и савремени грчки. Уз студије права похађао је и предавања из словенске филологије познатог професора Франца Миклошича заједно са Ђуром Даничићем. У Бечу је био сарадник и Вука Караџића, чији ће постати одушевљени присталица.

### Каријера
Пошто се вратио у Нови Сад неко време је радио као писар у адвокатској канцеларији Јована Суботића, а 1859. године прелази у Србију. У Београду је прво радио као приватни учитељ деце из угледних кућа, да би 1861. године био постављен за професора савамалске ниже гимназије. Следеће године радио је као професор гимназије у Крагујевцу и Велике гимназије у Београду. Његов Извод из српске граматике (1863), доживео је више издања и коришћен је као уџбеник у средњим школама све до граматике Стојана Новаковића.
Када је 1865. године Даничић напустио Велику школу Бошковић је дошао на његово место, где је предавао предмете из словенске филологије. На овом месту остао је до 1871, када је отпуштен пошто је бранио аутономију Велике школе. Потом се враћа у Нови Сад, где је био главни школски надзорник новосадских српских школа, библиотекар и помоћник секретара Матице српске. Неко време уређивао је Заставу и Летопис Матице српске.
Године 1875. поново одлази у Србију, пошто је позван да преузме дужност библиотекара Народне библиотеке Србије и кустоса Народног музеја. На овим позицијама остао је до 1880, када је поново изабран за професора словенске филологије на Великој школи. Од 1883. до 1891. био је секретар Српског ученог друштва (СУД). Пошто је СУД сједињен са Српском краљевском академијом Бошковић је постао њен члан. Носилац је Ордена Св. Саве II реда.

### Политичар
За време боравка у Новом Саду два пута је биран за посланика Народно-црквеног сабора у Сремским Карловцима (1872. и 1874) на листи Српске народне слободоумне странке. У кнежевини Србији два пута је био посланик у Народној скупштини, члан школске комисије, главног просветног савета и Уставотворног одбора. Када је 1892. формирана влада Јована Авакумовића Бошковић је постао министар просвете и црквених послова.

### Књижевник
Био је познати борац за правилност језика и коришћење народног језика у књижевности. Његова граматика означила је практичну победу Вукових принципа. Написао је велики број чланака о језику, позоришних рецензија, некролога. Бавио се и преводилачким радом, издавањем књига старијих писаца и библиографијом. Издао је Песме Бранка Радичевића (Панчево, 1879) и Гундућилевог Османа (Земун, 1889) са предговором и коментарима. Пред крај живота почео је да скупља списе о чистоти језика и стила, али је од планираних осам објавио свега две свеске (О српском језику 1-2).

### Културна делатност
Био је један од покретача Народног позоришта у Београду, члан и касније потпредседник позоришног одбора, а за време српско-турских ратова 1876—1878. године и привремени управитељ. Од 1871. до 1875. године био је члан Управног одбора Српског народног позоришта у Новом Саду. Био је један од чланова оснивача и члан прве Управе Српског археолошког друштва 1883. године. Бошковић се налазио 1868-1869. године на челу Београдског певачког друштва".
Преминуо је изненада од срчаног удара 1893. године у Београду Сахрањен је о државном трошку као угледни заслужни грађанин Србије.

## Галерија
- Превод Јована Бошковића књиге Људевита Штура о словенским народним песмама и приповеткама (1857)
- Прва страна текста говора Јована Бошковића са сахране Ђуре Даничића (1882)
- Насловна страна књиге О српском језику I (1887)